# Трибом, Филип
Филип Трибом (24 декабря 1850 — 15 февраля 1913, Стокгольм) — шведский ихтиолог и энтомолог.

## Биография
С 1870 года изучал естественные науки в Уппсальском университете, в 1875 году получил степень кандидата философии, а в 1882 году — лиценциата философии; в 1907 году получил степень Honoris causa.
С 1878 года состоял помощником главного инспектора рыбоводства и рыболовства Швеции. В 1876 году по поручению профессора Норденшёльда исследовал энтомологическую фауну реки Енисей, в 1877 году исследовал фауну Кольского полуострова и Мурмана. В 1886 году отправился в США и в Канаду с целью изучить рыболовство в этих областях и в то же время занимался изучением пузыреногих (Thysanoptera). Научные работы Трибома касаются преимущественно ихтиологии, рыболовства, энтомологии (в особенности пузыреногих и стрекоз) и фаунистики шведских озёр.
Основные научные работы: «Einige Bemerkungen über die Flügel der Physapoden» («Festschrift W. Lilljeborg», Упсала, 1896); «Silundersökningar vid Sveriges westkust 1888» (Стокгольм, 1889). Затем Трибом опубликовал 6 описаний шведских озёр и их фауны (Стокгольм и Нерчёпинг, 1893—1901). Большинство же работ Трибома по энтомологии, ихтиологии и рыболовству напечатаны в «Entomologisk Tidskrift» и «Ofversigt af К. Vetenskapsakademiens Förhandlingar» (Стокгольм, 1885—1900), а также в разных германских, американских и скандинавских журналах рыболовства (1879—1901).